# Eccellenza Marche 2022-2023
Il campionato italiano di calcio di Eccellenza Marche 2022-2023 è il trentaduesimo organizzato in Italia e rappresenta il quinto livello del calcio italiano. Si disputa tra l'11 settembre 2022 al 30 aprile 2023.

## Stagione
Con la promozione in Serie D della Vigor Senigallia, si chiude la stagione 2021-22. La retrocessione dalla Serie D (girone F) del Castelfidardo e la retrocessione di ben quattro squadre la stagione precedente portano l'attuale Eccellenza Marche a 16 squadre.
Dal campionato di Promozione sono state promosse le blasonate Osimana, Maceratese e la vincitrice dei playoff, nonché esordiente in questo campionato, il Chiesanuova (società calcistica residente in una frazione del comune di Treia). Con cinque giornate d'anticipo retrocede il Porto Sant'Elpidio, mentre alla penultima giornata retrocede il Marina. All'ultima giornata si trovano a lottare per la promozione diretta in Serie D l'Atletico Ascoli a 51 punti che affronta l'Urbino e Fossombrone a 50 che affronta l'ultima lottatrice per la promozione a 48 punti, l'Atletico Gallo. Le prime due hanno vinto, comportando perciò la promozione per la prima volta nella loro storia dell'Atletico Ascoli. In basso alla classifica, all'ultima giornata il Castelfidardo riesce a vincere, staccando di dieci punti la terz'ultima in classifica il Fabriano Cerreto, che retrocede direttamente senza disputare i play-out.

## Squadre Partecipanti
| Club                          | Città                         | Stadio                            | Stagione precedente              |
| ----------------------------- | ----------------------------- | --------------------------------- | -------------------------------- |
| A.S.D. Atletico Azzurra Colli | Colli del Tronto (AP)         | Stadio Comunale Colle Vaccaro     | 5° in Eccellenza Marche          |
| A.S.D. Atletico Gallo         | Gallo di Petriano (PU)        | Stadio Comunale Gallo di Petriano | 8° in Eccellenza Marche          |
| A.S.D. Calcio Atletico Ascoli | Ascoli Piceno                 | Stadio Comunale Via Tevere        | 2° in Eccellenza Marche          |
| G.S.D. Castelfidardo Calcio   | Castelfidardo (AN)            | Stadio Nuovo Comunale             | 18° in Serie D/F                 |
| A.S.D. Chiesanuova            | Chiesanuova di Treia (MC)     | Stadio Sandro Ultimi              | 2° in Promozione Marche/Girone B |
| A.S.D. Fabriano Cerreto       | Fabriano e Cerreto d'Esi (AN) | Stadio Comunale Mirco Aghetoni    | 11° in Eccellenza Marche         |
| F.C. Fossombrone 1949         | Fossombrone (PU)              | Stadio Comunale Marcello Bonci    | 3° in Eccellenza Marche          |
| S.S.D. Jesina Calcio          | Jesi (AN)                     | Stadio Pacifico Carotti           | 4° in Eccellenza Marche          |
| S.S. Maceratese               | Macerata                      | Stadio Helvia Recina              | 1° in Promozione Marche/Girone B |
| S.S.D. A.R.L. Marina Calcio   | Marina di Montemarciano (AN)  | Stadio Com. Le Fornaci Marina     | 10° in Eccellenza Marche         |
| S.S.D. Montefano Calcio       | Montefano (MC)                | Stadio Com. Dell'immacolata       | 9° in Eccellenza Marche          |
| U.S.D. Osimana                | Osimo (AN)                    | Stadio Diana                      | 1° in Promozione Marche/Girone A |
| A.S.D. Porto Sant'Elpidio     | Porto Sant'Elpidio (FM)       | Stadio Giuseppe Ferranti          | 12° in Eccellenza Marche         |
| S.S.D. R.L. Sangiustese       | Monte San Giusto (MC)         | Stadio Comunale Montegranaro      | 6° in Eccellenza Marche          |
| A.S.D. LMV Urbino 1921        | Urbino (PU)                   | Stadio Montefeltro                | 14° in Eccellenza Marche         |
| A.S.D. Valdichienti Ponte     | Corridonia e Morrovalle (MC)  | Stadio Com. Villa San Filippo     | 7° in Eccellenza Marche          |

## Classifica finale
|  | Pos. | Squadra                | Pt | G  | V  | N  | P  | GF | GS | DR  |
|  | ---- | ---------------------- | -- | -- | -- | -- | -- | -- | -- | --- |
|  | 1.   | Atletico Ascoli        | 54 | 30 | 14 | 12 | 4  | 38 | 25 | 13  |
|  | 2.   | Forsempronese          | 53 | 30 | 13 | 14 | 3  | 29 | 12 | 17  |
|  | 3.   | Atletico Gallo         | 48 | 30 | 13 | 9  | 8  | 37 | 28 | 9   |
|  | 4.   | Atletico Azzurra Colli | 48 | 30 | 12 | 12 | 6  | 35 | 26 | 9   |
|  | 5.   | Montefano              | 47 | 30 | 11 | 14 | 5  | 48 | 35 | 13  |
|  | 6.   | Osimana                | 47 | 30 | 11 | 14 | 5  | 28 | 20 | 8   |
|  | 7.   | Urbino                 | 44 | 30 | 11 | 11 | 8  | 29 | 24 | 5   |
|  | 8.   | Valdichienti Ponte     | 44 | 30 | 12 | 8  | 10 | 36 | 31 | 5   |
|  | 9.   | Maceratese             | 41 | 30 | 10 | 11 | 9  | 33 | 27 | 6   |
|  | 10.  | Jesina                 | 40 | 30 | 10 | 10 | 10 | 33 | 38 | -5  |
|  | 11.  | Chiesanuova            | 39 | 30 | 11 | 6  | 13 | 37 | 37 | 0   |
|  | 12.  | Sangiustese            | 37 | 30 | 8  | 13 | 9  | 33 | 33 | 0   |
|  | 13.  | Castelfidardo          | 35 | 30 | 8  | 11 | 11 | 23 | 29 | -6  |
|  | 14.  | Fabriano Cerreto       | 25 | 30 | 6  | 7  | 17 | 28 | 49 | -21 |
|  | 15.  | Marina                 | 21 | 30 | 3  | 12 | 15 | 26 | 39 | -13 |
|  | 16.  | Porto Sant'Elpidio     | 12 | 30 | 2  | 6  | 22 | 20 | 60 | -40 |

Legenda:
      Promosso in Serie D.
      Ammesso ai play-off nazionali.
 Ai play-off o ai play-out.
      Retrocesso in Promozione.
Regolamento:
Tre punti a vittoria, uno a pareggio, zero a sconfitta.
In caso di arrivo di due o più squadre a pari punti, la graduatoria verrà stilata secondo la classifica avulsa tra le squadre interessate che prevede, in ordine, i seguenti criteri:
- Punti negli scontri diretti
- Differenza reti negli scontri diretti
- Differenza reti generale
- Reti realizzate in generale
- Sorteggio

## Risultati

### Tabellone
|                        | AZC  | AGC  | ASC  | CAS  | CHI  | FAB  | FOS  | JES  | MAC  | MAR  | MON  | OSI  | POR  | SAN  | URB  | VAL  |
| ---------------------- | ---- | ---- | ---- | ---- | ---- | ---- | ---- | ---- | ---- | ---- | ---- | ---- | ---- | ---- | ---- | ---- |
| Atletico Azzurra Colli | –––– | 2-2  | 1-2  | 1-1  | 0-1  | 2-0  | 1-1  | 2-0  | 1-1  | 0-0  | 2-2  | 0-1  | 1-0  | 1-1  | 1-0  | 1-1  |
| Atletico Gallo         | 2-1  | –––– | 3-0  | 1-1  | 2-1  | 1-0  | 0-0  | 2-1  | 1-0  | 2-1  | 0-0  | 0-0  | 2-0  | 2-3  | 1-1  | 2-0  |
| Calcio Atletico Ascoli | 0-0  | 2-1  | –––– | 1-1  | 1-1  | 1-1  | 2-1  | 2-2  | 0-0  | 3-1  | 1-1  | 1-1  | 0-0  | 2-1  | 2-1  | 2-1  |
| Castelfidardo          | 0-1  | 2-0  | 1-1  | –––– | 1-1  | 1-0  | 0-0  | 2-1  | 2-0  | 0-1  | 0-0  | 0-0  | 1-0  | 0-0  | 0-0  | 1-4  |
| Chiesanuova            | 2-3  | 1-2  | 0-1  | 1-2  | –––– | 0-0  | 1-1  | 1-3  | 1-2  | 3-2  | 1-0  | 1-0  | 2-1  | 2-1  | 0-1  | 0-0  |
| Fabriano Cerreto       | 1-3  | 1-0  | 0-4  | 3-1  | 0-2  | –––– | 1-5  | 3-0  | 1-3  | 2-2  | 0-2  | 0-1  | 4-1  | 0-0  | 1-2  | 1-2  |
| Fossombrone            | 0-0  | 1-0  | 2-0  | 1-0  | 1-0  | 0-0  | –––– | 0-1  | 2-0  | 1-1  | 2-0  | 1-0  | 1-0  | 0-0  | 2-2  | 1-0  |
| Jesina                 | 2-0  | 1-1  | 0-0  | 1-0  | 1-4  | 1-0  | 1-0  | –––– | 1-3  | 1-1  | 3-0  | 1-2  | 2-1  | 1-3  | 1-0  | 0-0  |
| Maceratese             | 0-2  | 2-1  | 0-1  | 0-1  | 2-0  | 2-0  | 0-2  | 1-1  | –––– | 0-0  | 1-1  | 1-1  | 0-0  | 1-1  | 1-0  | 5-0  |
| Marina                 | 1-2  | 2-3  | 0-2  | 2-2  | 3-0  | 1-2  | 1-1  | 1-2  | 1-3  | –––– | 0-0  | 0-1  | 3-0  | 0-2  | 0-0  | 1-3  |
| Montefano              | 2-0  | 0-0  | 3-1  | 3-2  | 2-1  | 3-0  | 1-1  | 1-1  | 1-1  | 1-0  | –––– | 4-2  | 6-2  | 2-2  | 2-2  | 3-1  |
| Osimana                | 0-0  | 0-0  | 0-2  | 1-0  | 1-0  | 2-2  | 0-0  | 0-0  | 3-1  | 1-0  | 2-2  | –––– | 2-0  | 0-0  | 1-0  | 1-2  |
| Porto Sant'Elpidio     | 1-1  | 0-3  | 0-2  | 1-0  | 2-5  | 1-2  | 0-0  | 2-1  | 0-3  | 0-0  | 2-3  | 0-3  | –––– | 2-2  | 0-1  | 1-3  |
| Sangiustese            | 1-3  | 0-2  | 1-1  | 2-0  | 0-2  | 1-1  | 0-1  | 4-1  | 0-0  | 1-0  | 1-0  | 2-2  | 2-1  | –––– | 1-2  | 0-0  |
| Urbino                 | 1-2  | 1-0  | 0-1  | 2-0  | 0-1  | 2-1  | 0-0  | 1-1  | 0-0  | 1-1  | 3-3  | 0-0  | 2-1  | 2-0  | –––– | 1-0  |
| Valdichienti Ponte     | 0-1  | 4-1  | 1-0  | 0-1  | 2-2  | 2-0  | 0-1  | 2-2  | 2-0  | 0-0  | 1-0  | 0-0  | 3-1  | 2-1  | 0-1  | –––– |

## Spareggi

### Playoff

#### Tabellone
|  | Semifinali | Semifinali             | Semifinali |                |   | Finale      | Finale | Finale |  |
|  |            |                        |            |                |   |             |        |        |  |
|  | 2          | Fossombrone            | 2          |                |   |             |        |        |  |
|  | 2          | Fossombrone            | 2          |                |   |             |        |        |  |
|  | 5          | Montefano              | 0          |                |   |             |        |        |  |
|  | 5          | Montefano              | 0          |                | 2 | Fossombrone | 1      |        |  |
|  |            |                        |            |                | 2 | Fossombrone | 1      |        |  |
|  |            |                        | 3          | Atletico Gallo | 0 |             |        |        |  |
|  | 3          | Atletico Gallo         | 3          | Atletico Gallo | 0 | 2           |        |        |  |
|  | 3          | Atletico Gallo         |            |                |   |             |        |        |  |
|  | 4          | Atletico Azzurra Colli | 1          |                |   |             |        |        |  |

#### Semifinali
|                | Risultati |                        | Luogo e data               |
| -------------- | --------- | ---------------------- | -------------------------- |
| Atletico Gallo | 2-1       | Atletico Azzurra Colli | Petriano, 7 maggio 2023    |
| Fossombrone    | 2-0       | Montefano              | Fossombrone, 7 maggio 2023 |
|                |           |                        |                            |

#### Finale
|             | Risultati |                | Luogo e data                |
| ----------- | --------- | -------------- | --------------------------- |
| Fossombrone | 1-0       | Atletico Gallo | Fossombrone, 14 maggio 2023 |
|             |           |                |                             |